# Tibiri (Dosso)
Tibiri  est une localité et une commune rurale du Niger, chef-lieu du département de Tibiri, région de Dosso.

## Géographie
La localité de Tibiri est située sur la route nationale 3 à 118 km à l'ouest du chef-lieu régional Dosso.
| Koré Maïroua | Koré Maïroua |                        |
| Guéchémé     | Tibiri       | Arewa Dandi ( Nigeria) |
| Guéchémé     | Douméga      |                        |

## Histoire
La commune rurale de Tibiri instaurée en 2002, est issue du canton de Tibiri fondé en 1935.

## Population
Lors du recensement général de 2012, la population communale est relevée à 77 558 habitants. La localité compte 6 430 habitants en 2012.

## Localités
La commune s'étend sur 87 villages, de 77 hameaux et de 6 camps au centre-est du département de Tibiri.

## Services et infrastructures
- Centre de Santé Intégré (CSI) à Tibiri[5].
- Collège d'enseignement général franco-arabe (CEG FA) à Tibiri.
- Collége d’enseignement technique (CET) à Tibiri.
- Centre de formation des métiers (CFM) à Tibiri.